# Joanna Hellgren
Joanna Hellgren (née à Stockholm le 21 février 1981) est une autrice de bande dessinée et une illustratrice suédoise.

## Biographie
Après avoir obtenu une licence en arts graphiques et illustration, elle habite Paris pendant deux ans (elle écrit depuis directement en français). Elle est illustratrice de magazines italiens, finlandais, français et suédois.
De 2019 à 2021, elle est sélectionnée trois années d'affilée pour un prix suédois, le Prix commémoratif Astrid-Lindgren.

## Prix et distinctions
- 2010 : Prix Urhunden du meilleur album suédois pour Frances t. 1
- 2019, 2020 et 2021 : Sélection pour le Prix commémoratif Astrid-Lindgren[2]

## Œuvres

### Albums
- Min nattbror, Författares Bokmaskin, 2006   (ISBN 978-91-631-9482-5)
- Frances :
  - 2009 – Frances del 1, Ordfront Galago,  (ISBN 9789170374814)
  - 2010 – Frances del 2, Ordfront Galago.  (ISBN 9789170375590)
  - 2012 – Frances del 3, Ordfront Galago.  (ISBN 9789170376627)

### Illustrations
- 2008 – Per Straarup Söndergaard, När livet gör ont : om självskadande beteende bland unga, Gothia Förlag.  (ISBN 9789172055766)
- 2009 – Minna Nyman, Fixa cashen – men sen då?, LL-förlaget.  (ISBN 9789170532795)
- 2009 – Moni Nilsson, Lova! sa Smulan, Natur och Kultur.  (ISBN 9789127118645)
- 2009 – Jonatan Brännström, Blixtslukaren, Natur och Kultur,  (ISBN 9789127130333)
- 2012 – Åsa Lind, Mormors sjal, Rabén & Sjögren,  (ISBN 91-29-68418-8)
- 2015 – Tove Pierrou, Småkrypsboll, Natur & Kultur,  (ISBN 978-912714-1537)

### Traductions en français
- 2008 – Mon frère nocturne, Cambourakis  (ISBN 978-2916589190)
- Frances:
  - 2008 – Frances Épisode 1, Cambourakis  (ISBN 978-2916589244)
  - 2010 – Frances Épisode 2, Cambourakis  (ISBN 978-2916589466)
  - 2012 – Frances Épisode 3, Cambourakis  (ISBN 978-2916589855)
- 2011 – Le grand rocher, Rayon frais, Galago/Les Requins Marteaux